# Tomas Schweigen
Tomas Schweigen (* 1977 in Wien) ist ein österreichischer Theaterregisseur und Intendant.

## Leben
Schweigen studierte Theaterwissenschaft, Germanistik, Philosophie, später Schauspiel an der Schauspielschule Krauss in Wien und dann Regie an der Zürcher Hochschule der Künste (ZHdK). Seither arbeitet er sowohl in der freien Szene als auch am Schauspielhaus Wien, Schauspiel Frankfurt, Theaterhaus Jena, Theater Heidelberg, Schauspiel Hannover, Konzert Theater Bern, Theater Basel, Theater Oberhausen, Münchner Kammerspiele und am Badischen Staatstheater Karlsruhe. Von 2007 bis 2014 war er Gastdozent an der ZHdK. Seine Inszenierungen wurden zu den Festivals Zürcher Festspiele, Zürcher Theater Spektakel, Festival Impulse (Köln, Düsseldorf, Bochum), Politik im Freien Theater Köln, Spielart München, Radikal Jung München, Theaterformen Hannover, Theater der Welt Halle, Festival transeuropa Hildesheim, Schiller-Festival Weimar, Auawirleben Bern, Belluard Bollwerk Fribourg, Festival junger Regisseure Strasbourg, Theaterfestival Istanbul und an das arabische Theaterfestival Fadjr in Teheran eingeladen, wo seine Frankfurter Inszenierung von Kafkas „Das Schloss“ die Preise für die beste Inszenierung und die beste Ausstattung bekam.
2004 gründete er mit der Schauspielerin Vera von Gunten in Zürich die Theaterkompanie Far A Day Cage, mit der er im Zeitraum 2004 – 2014 18 Projekte realisierte und in deren Rahmen er regelmäßig selbst als Performer auf der Bühne stand. Das Ensemble war seit der Spielzeit 2012/13 bis 2015 „group in residence“ am Theater Basel.
Im Jahr 2012 übernahm er gemeinsam mit Martin Wigger für drei Jahre die Schauspielleitung am Theater Basel. Seit 1. Juli 2015 ist er Intendant des Schauspielhaus Wien.

## Auszeichnungen
- 2004: Ensemble- und den Publikumspreis beim SKS-Theatertreffen mit dem Diplomstück [Parzivality Show][2]
- 2005: Premio – Schweizer Nachwuchspreis für Theater und Tanz[3]
- 2007, 2009, 2011: in der Kritikerumfrage der Zeitschrift Theater heute als „Nachwuchsregisseur des Jahres“ nominiert
- 2009: Für die Regie von Kafkas Das Schloss am Schauspiel Frankfurt beim Fadjr-Theaterfestival 2009 in Teheran den Preis für die „Beste Regie“.[4]
- 2010: ein Werkstipendium der Stadt Zürich (fünf Monate Studienaufenthalt in London)
- 2020: Nestroy-Nominierung in der Kategorie Beste Off-Produktion für die Adaption und Inszenierung von „Im Herzen der Gewalt“ nach Edouard Louis
- 2021: Miroslava Svolikova erhält als Autorin von „Rand“, in der Uraufführungsinszenierung von Tomas Schweigen, den Nestroy für „Das beste Stück des Jahres 2021“
- 2023: „Faarm Animaal“ (Text, Drehbuch und Regie) zum Nachtkritik-Theatertreffen 2023 nominiert
- 2023: Nestroy-Theaterpreis in der Kategorie „Beste Regie“ für „Faarm Animaal“[5]

## Inszenierungen (Auswahl)
- 2003: Radio Noir, Theater an der Sihl Zürich
- 2004: Oneweekstand reloaded/ George Dandin, Molière, Thalia Theater Hamburg
- 2005: Polizey nach Friedrich Schiller, Koproduktion FADC mit Theaterhaus Gessnerallee Zürich, Theaterhaus Weimar (Gewinner des Schweizer Förderpreis PREMIO 2005)
- 2005: Rote Kometen von Andreas Sauter/Bernhard Studlar, Stadttheater Bern
- 2006: Gang Bang. Eine Betriebsanleitung für erfolgreiches Arbeiten im Kollektiv, Koproduktion FADC mit Theaterhaus Gessnerallee Zürich, HAU Berlin, Festival transeuropa Hildesheim
- 2007: In Zukunft Utopie. Sentimentale Antworten auf utopische Fragen mit anschliessendem Publikumsgespräch, Münchner Kammerspiele
- 2007: Second Life, Theaterhaus Jena
- 2008: Das Schloss von Franz Kafka, Schauspiel Frankfurt
- 2008: Fliegende Fauteuils, 11. Folge von Die Strudlhofstiege von Heimito von Doderer, Schauspielhaus Wien
- 2008: X State/ X Wohnungen, Theaterfestival Istanbul
- 2008: Schwarzes Tier Traurigkeit von Anja Hilling, Schauspielhaus Wien
- 2008: Die Valentin-Methode. Ein Humorlabor nach Texten von Karl Valentin, Schauspiel Frankfurt
- 2009: Pate I-III, Theaterhaus Gessnerallee Zürich
- 2010: Mystate, Koproduktion FADC mit Theaterhaus Jena, Theaterhaus Gessnerallee Zürich, Kaserne Basel, TaK Schaan(FL), WUK Wien, FFT Düsseldorf, HAU Berlin
- 2011: Krabat von Otfried Preussler, Theater Basel
- 2012: Supermen KA – Oder welche Helden braucht die Stadt?, Staatstheater Karlsruhe
- 2012: Urwald, Koproduktion FADC mit Theaterhaus Gessnerallee Zürich, WUK Wien, Kaserne Basel, (eingeladen zu Festival „Lüften“ Frankfurt/M. 2012, Theaterfestival Basel 2012)
- 2012: Ein Traumspiel von August Strindberg, Theater Basel
- 2013: Vaudeville! Open Air, Theater Basel
- 2013: Die Verwandlung von Franz Kafka, Schauspiel Hannover
- 2013: The Beggar's Opera nach John Gay, Theater Basel
- 2014: Die Propellerinsel nach Jules Verne, Theater Basel
- 2015: Der Sandmann von E. T. A. Hoffmann, Schauspiel Hannover
- 2015: Punk und Politik von Tomas Schweigen und Ensemble, Schauspielhaus Wien
- 2016: Traum Perle Tod nach Alfred Kubin, Schauspielhaus Wien
- 2017: Blei von Ivna Žic, Schauspielhaus Wien
- 2017: Seestadt-Saga. Staffel 1. Begehbare, immersiv-theatrale Social-Media-Serie von Tomas Schweigen, Bernhard Studlar, Lorenz Langenegger u. a., Schauspielhaus Wien
- 2018: Der futurologische Kongress nach Stanislaw Lem, Theater Oberhausen
- 2018: Digitalis Trojana – Der See, die Stadt und das Ende von Bernhard Studlar und Tomas Schweigen, Uraufführung am 12. Mai 2018 am Schauspielhaus Wien[6][7]
- 2018: Schlafende Männer von Martin Crimp, Österreichische Erstaufführung, Schauspielhaus Wien
- 2019: Das Leben des Vernon Subutex 1+2, nach Virginie Despentes, Österreichische Erstaufführung, Schauspielhaus Wien
- 2019: Im Herzen der Gewalt nach dem Roman von Édouard Louis, Österreichische Erstaufführung, Schauspielhaus Wien
- 2020: Rand von Miroslava Svolikova, Uraufführung, Schauspielhaus Wien
- 2022: The End of it All von Tomas Schweigen, Schauspielhaus Wien
- 2023: Faarm Animaal von Tomas Schweigen, Schauspielhaus Wien